# Canthigaster callisterna
Canthigaster callisterna är en blåsfisk tillhörande släktet Canthigaster, den återfinns i sydvästra Stilla havet kring östra Australien, Nya Kaledonien och norra Nya Zeeland. Storleken varierar mellan 10 och 20 cm. Som andra blåsfiskar är Canthigaster callisterna mycket giftig. 
Liksom andra arter av samma släkte har Canthigaster callisterna endast ett fåtal taggiga fjäll på kroppen. I fenorna finns inga taggstrålar. Kännetecknande är två längsgående mörka strimmor med ett vitt fält i mitten. Hos några exemplar är strimmorna bleka.
Arten dyker till ett djup av 250 meter. Den har andra havslevande djur som föda. Andra fiskar av samma släkte skapar ett näste av alger där äggen göms. Hannar försvarar ett revir. Efter äggläggningen sker ingen yngelvård.
Beståndet påverkas av korallrevens försvinnande. Hela populationen är fortfarande stor. IUCN listar arten som livskraftig (LC).